# ویلیام پیتر بلتی
ویلیام پیتر بلتی (زاده ۷ ژانویه ۱۹۲۸ – درگذشته ۱۲ ژانویه ۲۰۱۷) یک نویسنده و فیلمساز آمریکایی بود. کتاب جن گیر مشهورترین اثر اوست که آن را در سال ۱۹۷۱ نوشت. او همچنین نسخه بعدی فیلمنامه این فیلم که جایزه اسکار بهترین فیلم‌نامه اقتباسی را برنده شد نوشت و آخرین قسمت فیلم جن‌گیر را نوشت و کارگردانی کرد.
از آخرین کارهایش می‌توان از کتابهای جایی دیگر (۲۰۰۹)، دیمیتر (۲۰۱۰) و دیوانه (۲۰۱۰) نام برد.